# Black Forest Open 2005
Il Black Forest Open 2005 è stato un torneo di tennis facente parte della categoria ATP Challenger Series nell'ambito dell'ATP Challenger Series 2005. Il torneo si è giocato a Freudenstadt in Germania dal 29 agosto al 4 settembre 2005 su campi in terra rossa.

## Vincitori

### Singolare
Sergio Roitman ha battuto in finale  Flavio Cipolla con il punteggio di 7–5, 6–4

### Doppio
Pavel Šnobel /  Martin Štěpánek hanno battuto in finale  Sebastian Fitz /  Simon Greul con il punteggio di 6–2, 6–4